# کوثر علی
کوثر علی (بنگالی: কাওসার আলী؛ زادهٔ ۲۰ نوامبر ۱۹۵۸) بازیکن سابق و مربی هاکی روی چمن و فوتبال اهل بنگلادش است.>